# Armee Norwegen
Die Armee Norwegen (Armeeoberkommando Norwegen) war eine Kommandobehörde des Heeres der Wehrmacht während des Zweiten Weltkrieges. Sie war Oberkommando jeweils wechselnder Armeekorps sowie zahlreicher Spezialtruppen.

## Geschichte
Die deutsche Armee Norwegen wurde nach dem Unternehmen Weserübung am 19. Dezember 1940 aus der Armeegruppe XXI aufgestellt. Am 4. Juni 1941 bildete ein Teilstab den Befehlsstab Finnland. 1941 war das Armeeoberkommando Norwegen für die Planung des Unternehmens Silberfuchs verantwortlich. Später ging die Führung der Truppen an der Lapplandfront auf das AOK Lappland über. Nach dem Rückzug der Armee seit November 1944 nach Mittel- und Südnorwegen wurde die Armee Norwegen am 18. Dezember 1944 aufgelöst. Wehrmachtbefehlshaber in Norwegen wurde Lothar Rendulic, dessen Truppen sich zuvor im Lapplandkrieg aus Finnland hatten zurückziehen müssen.

## Kommandeure
| Dienstzeit                              | Dienstgrad    | Name                     |
| --------------------------------------- | ------------- | ------------------------ |
| 19. Dezember 1940 bis 18. Dezember 1944 | Generaloberst | Nikolaus von Falkenhorst |

| Dienstzeit                             | Dienstgrad      | Name               |
| -------------------------------------- | --------------- | ------------------ |
| 19. Dezember 1940 bis Mitte April 1942 | Generalmajor    | Erich Buschenhagen |
| Mitte Mai 1942 bis 30. April 1944      | Generalleutnant | Rudolf Bamler      |
| 1. Mai 1944 bis 18. Dezember 1944      | Generalleutnant | Eugen Theilacker   |

## Gliederung

### Armeetruppen
- Stab mit Stabstruppen
- Armee-Nachrichten-Regiment 635

### Unterstellte Großverbände
| Dezember 1940     | Januar 1941                                                      | Juli 1941 ² | September 1941                                                                                                  | März 1942 ³                                                                                    |
| ----------------- | ---------------------------------------------------------------- | --- | --- | ---------------------------------------------------------------------------------------------- |
| - Armeegruppe XXI | - XXXIII. Armeekorps - XXXVI. Armeekorps - Gebirgskorps Norwegen | - XXXIII. Armeekorps - XXXVI. Armeekorps - LXX. Armeekorps - Gebirgskorps Norwegen ² während Unternehmen Silberfuchs | - XXXIII. Armeekorps - XXXVI. Armeekorps - LXX. Armeekorps - Gebirgskorps Norwegen - Finnisches III. Armeekorps | - XXXIII. Armeekorps - LXX. Armeekorps - LXXI. Armeekorps ³ nach Bildung der 20. Gebirgs-Armee |